# Francisco Villamil
Francisco Villamil (Galicia, España, 1833 – Camagüey, Cuba, agosto de 1873) fue un militar español del siglo XIX. Mayor general del Ejército Mambí cubano. 

## Síntesis biográfica
Francisco Villamil nació en Galicia, España, en el año 1833. Posteriormente, emigró a Cuba, que por aquel entonces, era colonia española. Villamil se vinculó a los cubanos que conspiraban por la independencia de Cuba, en la década de 1860. 
El 10 de octubre de 1868 estalló la Guerra de los Diez Años (1868-1878), primera guerra por la independencia de Cuba. Los villareños se levantaron en armas el 6 de febrero de 1869, durante el llamado Alzamiento de las Villas. Francisco Villamil estuvo entre los complotados de dicho alzamiento. 
Villamil combatió bajo las órdenes de los Mayores generales Carlos Roloff y Federico Fernández Cavada. En julio de 1869, fue ascendido a General de Brigada (Brigadier). Posteriormente, combatió bajo las órdenes del Mayor general Salomé Hernández. 
La Junta Revolucionaria nombró a Pablo Díaz de Villegas ayudante del General Mateo Casanova, pero como este se enfermó pasó entonces a prestar sus servicios como secretario del General Francisco Villamil.
A comienzos del año 1871, fungió como Jefe de la “División de Sancti Spíritus”. En Camagüey, el Brigadier Villamil combatió bajo las órdenes del Mayor general Ignacio Agramonte, jefe de esa división. En julio de 1871, Villamil fue gravemente herido en un combate en Trinidad de Olano. 
El 1 de mayo de 1872, fue ascendido a Mayor general del Ejército Libertador cubano. Días después, Agramonte lo nombró Segundo Jefe de Las Villas.

## Fallecimiento
Lamentablemente, el General Villamil nunca logró recuperarse adecuadamente de sus heridas sufridas en Trinidad de Olano. Gravemente enfermo, como consecuencias de dichas heridas, el Mayor general Francisco Villamil falleció en agosto de 1873, a los 40 años de edad. 
Actualmente, la "Asociación de Amistad Gallego-Cubana" lleva su nombre.